# Ptilinop de pit violaci
El ptilinop de pit violaci (Ptilinopus viridis) és una espècie d'ocell de la família dels colúmbids (Columbidae) que habita els boscos de les Moluques meridionals, Raja Ampat, Nova Guinea, Yapen, Trobriand, illes Lihir, i Illes Salomó.